# Richard Emil zu Dohna-Schlobitten

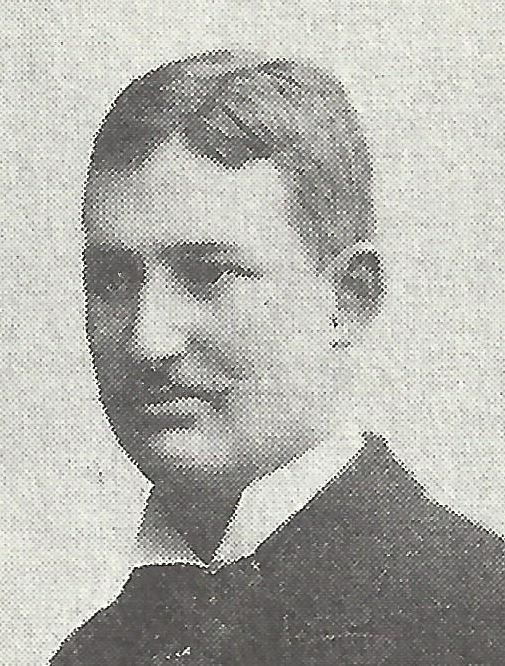
Richard Emil zu Dohna-Schlobitten 1898

Richard Emil Fürst zu Dohna-Schlobitten (* 8. Oktober 1872 in Cöllmen bei Prökelwitz; † 18. November 1918 in Schlobitten) war ein deutscher Majoratsherr und Parlamentarier.

## Leben

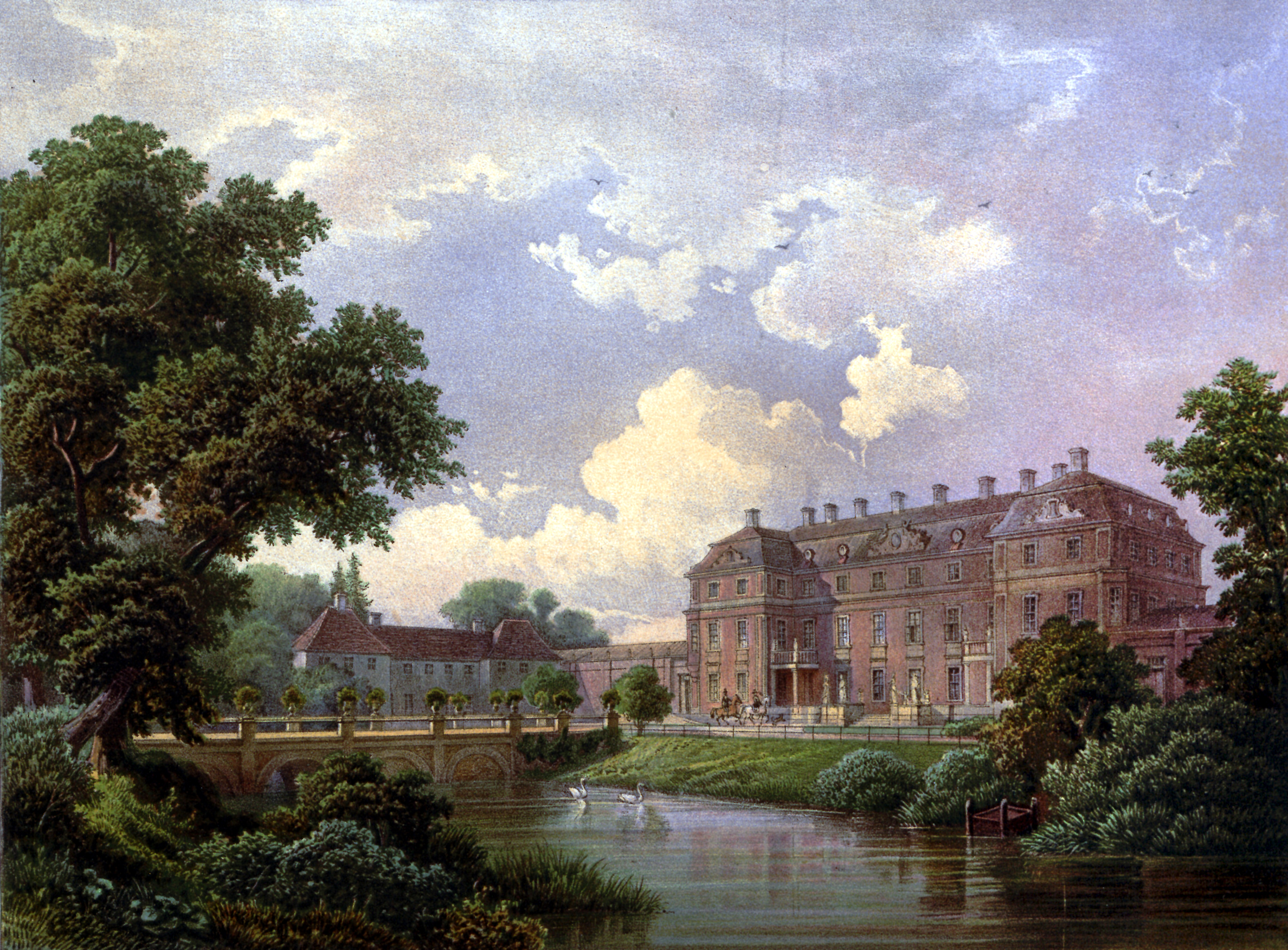
Schloss Schlobitten

Richard Emil zu Dohna-Schlobitten war Sohn des Fürsten Richard zu Dohna-Schlobitten (1843–1916) und der Amalie geb. Burggräfin und Gräfin zu Dohna-Schlodien (1837–1906) aus dem Hause Mallmitz. Nach dem Besuch des Königlichen Wilhelms-Gymnasiums Königsberg studierte er an der Albertus-Universität Königsberg und der Rheinischen Friedrich-Wilhelms-Universität Bonn Rechtswissenschaften. 1891 wurde er Mitglied des Corps Borussia Bonn. Zu Dohna-Schlobitten war Majoratsherr auf Schlobitten, Herr auf Behlenhof und Major im Regiment der Gardes du Corps. Von 1916 bis 1918 war er Mitglied des Preußischen Herrenhauses.

## Ehe und Nachkommen

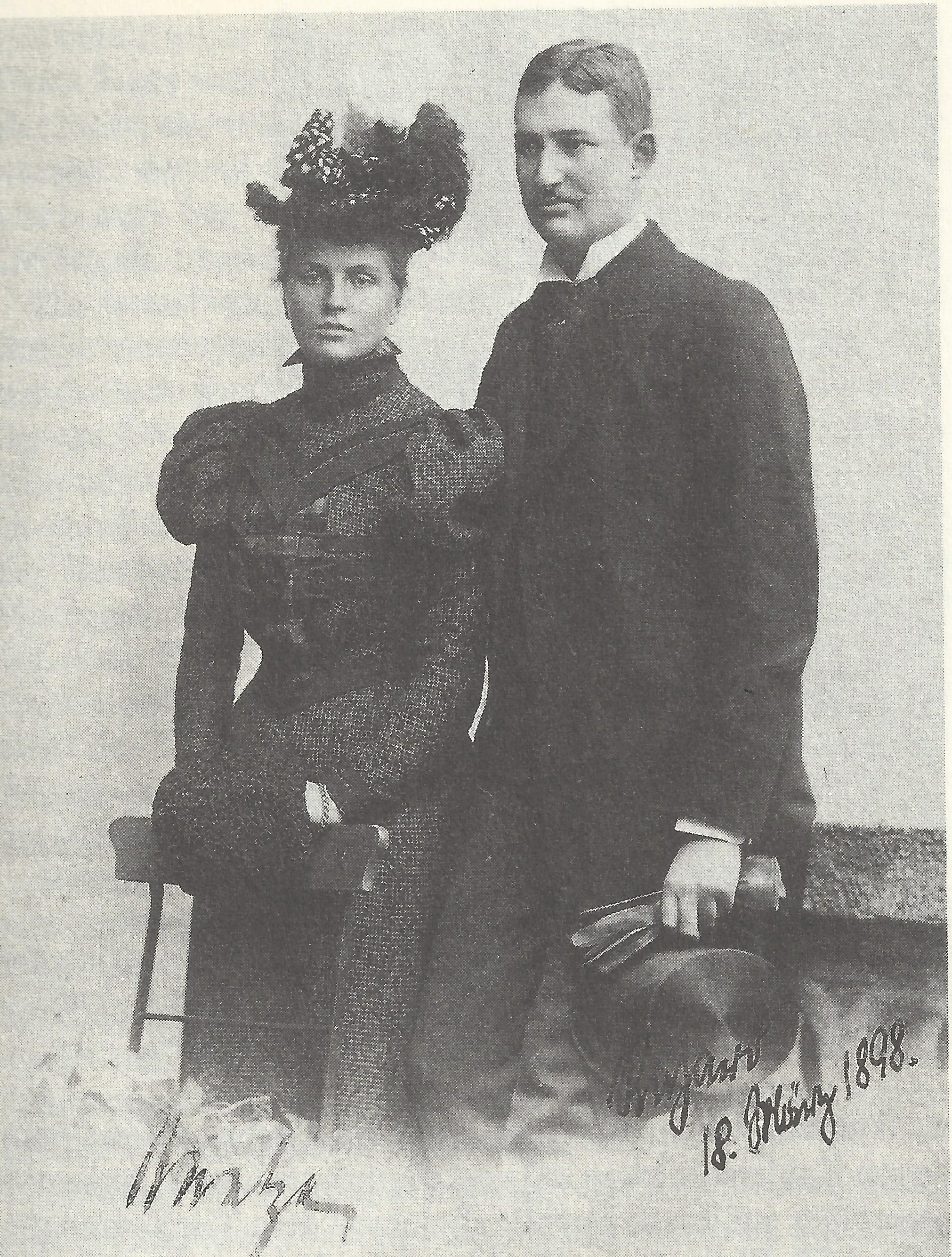
März 1898 (vor der Hochzeit)

Er war verheiratet mit Marie-Mathilde Prinzessin zu Solms-Hohensolms-Lich (1873–1953). Sie hatten zwei Töchter und drei Söhne:
- Wilhelm Hermann Alexander (1899–1997)
- Viktor Adalbert Manfred Richard (* 21. Juli 1903; † 29. September 1984) verheiratet mit Carmen Christa Margarete Ina Marie Freiin von Stenglin (Hannover 1905-), Tochter von Otto Detlev Hartwig Karl Freiherr v. Stenglin (Breslin 1877-Bremen 1957), Landstallmeister und Gestütsdirektor in Wickrath, und Alexandrina Marie Gräfin von Bassewitz-Levetzow (1888–1967)
- Reinhard Christof Hubertus Richard (* 17. September 1904; † 30. Juni 1994), Ritter des Deutschen Ordens Ballei Utrecht, verheiratet mit Marie Anna Prinzessin zu Solms-Hohensolms-Lich
- Ursula Anna Agnes Amelie (* 12. Dezember 1900; † 21. Oktober 1984)
- Agnes Eleonore Marie Amelie (* 11. Mai 1906; †  23. Dezember 1988), verheiratet mit Prof. Friedrich Spieser